# Can't See for Lookin'
Can't See for Lookin' è un album di Red Garland, pubblicato dalla Prestige Records nel 1963. Il disco fu registrato il 27 giugno del 1958 al "Rudy Van Gelder Studio" di Hackensack, New Jersey (Stati Uniti).

## Tracce
Lato A
1. I Can't See for Lookin' – 9:24 (Doc Stanford, Nadine Robinson)
2. Soon – 6:54 (George Gershwin, Ira Gershwin)

Lato B
1. Blackout – 9:44 (Avery Parrish)
2. Castle Rock – 8:51 (Al Sears, Ervin Drake, Jimmy Shirl)

## Musicisti
- Red Garland - pianoforte
- Paul Chambers - contrabbasso
- Art Taylor - batteria
- Ray Barretto - congas